# Premier Fahrrad- & Maschinenbau
Die Premier Fahrrad- & Maschinenbau AG, auch Omega Fahrrad- und Motoren GmbH und Premier-Werke AG – Továrna jízdních kol a motocyklů Premier genannt, war ein Hersteller von Fahrrädern, Motorrädern und Automobilen aus Österreich-Ungarn, später Tschechoslowakei.

## Unternehmensgeschichte
Das Unternehmen wurde 1911 in Cheb als gemeinsames Werk der Justus Christian Braun Premier-Werke und der Premier Cycle Company gegründet. Geoffrey Rotherham leitete das Unternehmen. 1913 begann die Produktion von Automobilen. Die Markennamen lauteten Omega und Premier. 1914 endete die Automobilproduktion. Weitere Motorräder entstanden zwischen 1923 und 1933 unter neuer Leitung.

## Automobile
Die beiden angebotenen Modelle waren der 5/12 PS und der 6/18 PS. Sie entsprachen den Modellen der Premier-Werke. Die Fahrzeuge verfügten über einen Vierzylindermotor und ein Dreiganggetriebe. Die Karosserien boten Platz für zwei Personen.
Andere Quellen nennen nur das Modell 4/12 PS, einen offenen Zweisitzer mit Stahlrahmen, einem wassergekühlten Vierzylindermotor mit 60 mm Bohrung, 92 mm Hub, 1040 cm³ Hubraum, 300 cm Länge, 485 kg Leergewicht und 60 km/h Höchstgeschwindigkeit.